# Пеке (Самора)
Пеке (ісп. Peque) — муніципалітет в Іспанії, у складі автономної спільноти Кастилія-і-Леон, у провінції Самора. Населення — 178 осіб (2010).
Муніципалітет розташований на відстані близько 280 км на північний захід від Мадрида, 75 км на північний захід від Самори.

## Демографія
Динаміка населення (INE ):